# رحیم‌آباد (بروجرد)
رحیم‌آباد روستایی است در شهرستان بروجرد در استان لرستان. این روستا در دهستان شیروان در بخش مرکزی این شهرستان قرار دارد.

## جمعیت
بنابر سرشماری مرکز آمار ایران، جمعیت این روستا در سال ۱۳۸۵، برابر با ۲۸۵ نفر بوده است که از این میان ۱۵۴ نفر مرد و بقیه زن بوده‌اند. رحیم آباد ۶۸ خانوار جمعیت دارد.